# Alexandru David
Alexandru David (n. 15 septembrie 1934, Brașov – d. 20 octombrie 1987, București) a fost un operator și director de imagine de film român. A semnat imaginea pentru filme de referință ale cinematografiei românești precum Atunci i-am condamnat pe toți la moarte (1972), Cu mîinile curate (1972), Ultimul cartuș (1973), Un comisar acuză (1974), Nemuritorii (1974), Osînda (1976), Accident (1977), Războiul Independenței (Eroi au fost, eroi sunt încă (1977), Pentru patrie (1978), Duelul (1981) și Cucerirea Angliei (Wilhelm Cuceritorul) (serial TV, 1982). El a colaborat în principal cu regizorul Sergiu Nicolaescu.

## Biografie
S-a născut la 15 septembrie 1934 în Brașov. A absolvit Institutul de Artă Teatrală și Cinematografică „I.L. Caragiale” din București în 1955, realizând imaginea primului său lungmetraj abia în 1964, după o perioadă de ucenicie cinematografică, la filmul Casa neterminată, regizat de Andrei Blaier.
În anii '70-'80, Alexandru David a realizat imaginea mai multor filme regizate de Sergiu Nicolaescu: Atunci i-am condamnat pe toți la moarte (1972), Cu mîinile curate (1972), Ultimul cartuș (1973), Doi ani de vacanță (miniserial TV, 1973), Un comisar acuză (1974), Nemuritorii (1974), Insula comorilor (1975), Pirații din Pacific (1975), Chemarea aurului (miniserial TV, 1975), Osînda (1976), Accident (1977), La poarta de aur a incașilor (1978), Războiul Independenței (Eroi au fost, eroi sunt încă (1977) și Pentru patrie (1978). După o perioadă în care Nicolaescu a colaborat cu Nicolae Girardi , David, care lucrase între timp cu alți regizori, a revenit ca director de imagine ale filmelor lui Nicolaescu în Duelul (1981), Cucerirea Angliei (Wilhelm Cuceritorul) (serial TV, 1982) și Căutătorii de aur (1986). A murit la 20 octombrie 1987, la vârsta de 53 ani.
Eva Sârbu comenta că apariția operatorului Alexandru David în breasla autorilor de imagine cinematografică s-a produs repede, iar directorul de imagine, „om al tehnicii, (...) își construiește imaginile-senzații, mai cu seamă din obiectiv”. Într-un comentariu din Almanahul Cinema (1984), Constantin Pivniceriu îl numea „campionul focalei lungi”.
Criticul de film Călin Căliman, care i-a dedicat un capitol în volumul „Cinci artiști ai imaginii cinematografice” (Ed. Reu Studio, București, 2009), considera că imaginea, strict funcțională, a lui Alexandru David „a creat și a întreținut o atmosferă „strânsă”, dinamică, tensionată, nu numai prin ritmuri exterioare, de acțiune propriu-zisă, ci și prin ritmul evoluției interioare a personajelor”, operatorul făcând un pas scurt „ca o respirație” dinspre tehnică spre poezie.

## Filmografie

### Operator/director de imagine
- Valurile Dunării (1960) - asistent operator
- Aproape de soare (1961) - operator secund
- Străzile au amintiri (1962) - operator secund
- Poveste de toamnă - împreună cu Gheorghe Fischer
- Anotimpuri (1964) - operator secund
- Casa neterminată (1964)
- Pădurea spînzuraților (1965) - cameraman
- Serbările galante (1966) - împreună cu Grigore Ionescu, Daniel Diot și Christian Matras
- Castelanii (1967) - cameraman
- K.O. (1968)
- Mihai Viteazul - Partea I. Călugăreni (1971) - cameraman, împreună cu George Cricler
- Asediul (1971) - cameraman
- Atunci i-am condamnat pe toți la moarte (1972)
- Cu mîinile curate (1972)
- Ultimul cartuș (1973)
- Doi ani de vacanță (miniserial TV, 1973)
- Un comisar acuză (1974)
- Nemuritorii (1974)
- Insula comorilor (1975)
- Pirații din Pacific (1975)
- Chemarea aurului (miniserial TV, 1975)
- Osînda (1976)
- Accident (1977)
- La poarta de aur a incașilor (1978)
- Războiul Independenței (Eroi au fost, eroi sunt încă (1977) - ep. 5-6
- Pentru patrie (1978) - împreună cu Nicolae Girardi și Mircea Mladin
- Expresul de Buftea (1979)
- Brațele Afroditei (1979)
- Omul care ne trebuie (1979)
- Rug și flacără (1980) - primele filmări
- Singur printre prieteni (1980)
- Duelul (1981)
- Cucerirea Angliei (Wilhelm Cuceritorul) (serial TV, 1982) - împreună cu Alexandru Groza și Gabriel Cobasnian
- Lovind o pasăre de pradă (1983)
- Căutătorii de aur (1986)

### Operator filmări combinate
- Pădurea de fagi (1987)

## Premii
Filmul Osînda a obținut Marele Premiu al Asociației Cineaștilor din România (ex aequo) în 1976, Alexandru David fiind menționat de juriu printre cei care au contribuit la realizarea lui.